# Zarra (kommunhuvudort)
Zarra är en kommunhuvudort i Spanien.   Den ligger i provinsen Província de València och regionen Valencia, i den östra delen av landet, 270 km sydost om huvudstaden Madrid. Zarra ligger 573 meter över havet och antalet invånare är 442.
Terrängen runt Zarra är huvudsakligen kuperad, men västerut är den platt. Zarra ligger nere i en dal. Runt Zarra är det glesbefolkat, med 10 invånare per kvadratkilometer. Närmaste större samhälle är Ayora, 4,0 km söder om Zarra. Omgivningarna runt Zarra är i huvudsak ett öppet busklandskap.